# Scarnafigi
Scarnafigi – miejscowość i gmina we Włoszech, w regionie Piemont, w prowincji Cuneo.
Według danych na rok 2004 gminę zamieszkiwało 1911 osób, 63,7 os./km².